# Cystodermella
Cystodermella ist eine Pilzgattung aus der Familie der Champignonverwandten. Die Arten wurden früher zu den Körnchenschirmlingen gezählt.
Die Typusart ist der Rostrote Körnchenschirmling (Cystodermella granulosa).

## Merkmale

### Makroskopische Merkmale
Bei den Vertretern der Gattung handelt es sich um kleine bis mittelgroße Arten mit typisch körniger, manchmal auch gerunzelter Hutoberfläche. Der körnige Hutbelag ist abwischbar. Der Hut ist weiß, rosa, gelbocker, orangebraun oder weinrötlich gefärbt. Im Unterschied zu den Schirmlingen (Lepiota) sind die weißlichen bis gelblichen Lamellen immer mehr oder weniger breit am Stiel angewachsen, sodass der Hut nicht ohne Verletzung vom Stiel getrennt werden kann. Das Sporenpulver ist weiß bis blass cremefarben. Typisch ist auch der aufsteigende, flüchtig flockige Ring am Stiel, der mehr oder weniger die gleiche Farbe wie der Hut hat. Der Stiel ist gestiefelt und hat eine glatte Spitze. Unterhalb der Ringzone ist er körnig-schuppig beschaffen.

### Mikroskopische Merkmale
Die Huthaut enthält kettenförmig angeordnete, rundliche Zellen (Sphaerozysten). Die meist recht kleinen Sporen haben keinen Keimporus und sind inamyloid, verfärben sich unter der Zugabe von Iodreagenz also nicht. Bei den meisten Arten kommen keine sterilen Zellen (Zystiden) vor.

## Gattungsabgrenzung
Die Arten aus der Gattung Cystodermella zählten früher zusammen mit den Spezies aus Ripartitella zu den Körnchenschirmlingen (Cystoderma). Letztere wurde 2002 vom Harmaja aufgespalten und 2009 von Saar, Põldmaa & Kõljalg durch phylogenetische Analysen bestätigt. Cystodermella enthält Arten mit inamyloiden, glatten Sporen. Zystiden können vorhanden sein oder auch fehlen. Die Arten der Gattung Ripartitella haben ebenfalls inamyloide, aber dornige Sporen.

## Arten
Die Gattung Cystodermella umfasst 12 Arten, von denen 5 in Europa vorkommen bzw. zu erwarten sind.
| Cystodermella in Europa                               |                             |                                            |
| Deutscher Name                                        | Wissenschaftlicher Name     | Autorenzitat                               |
|                                                       | Cystodermella adnatifolia   | (Peck 1902) Harmaja 2002                   |
| Weißer Körnchenschirmling                             | Cystodermella ambrosii      | (Bresadola 1883) Harmaja 2002              |
| Zinnoberroter oder Zinnoberbrauner Körnchenschirmling | Cystodermella cinnabarina   | (Albertini & Schweinitz 1805) Harmaja 2002 |
| Rostroter Körnchenschirmling                          | Cystodermella granulosa     | (Batsch 1783 : Fries 1821) Harmaja 2002    |
|                                                       | Cystodermella myriadocystis | (Heinemann & Thoen 1973) Harmaja 2002      |

## Bedeutung
Alle Arten sind ungenießbar.